# فیرچایلد ۱۰۰
فیرچایلد ۱۰۰ (به انگلیسی: Fairchild_100) یک هواگرد ملخ‌پیشین تک‌موتوره از نوع مسافربری ساخت شرکت فیرچایلد ایرکرفت است. هواگرد فیرچایلد ۱۰۰ نخستین پروازش را در ۲۲ اکتبر ۱۹۳۰ میلادی انجام داد. این هواگرد در سال ۱۹۳۱ میلادی رسماً معرفی گردید. در مجموع، تعداد ۲۷ فروند از این هواگرد ساخته شده است.
طراح این هواگرد، Virginius E. Clark بود.